# Agatha Christie
Agatha Mary Clarissa Miller Christie, lady Mallowan, DBE (ur. 15 września 1890 w Torquay, zm. 12 stycznia 1976 w Wallingford) – angielska autorka powieści kryminalnych i obyczajowych.
Najbardziej znana na świecie pisarka kryminałów oraz najlepiej sprzedająca się autorka wszech czasów. Wydano ponad miliard egzemplarzy jej książek w języku angielskim oraz drugi miliard przetłumaczonych na 45 języków obcych. Pod pseudonimem Mary Westmacott wydała kilka powieści obyczajowych, które również cieszyły się popularnością.
Christie wydała ponad 90 powieści i sztuk teatralnych. Ich akcja toczy się głównie w zamkniętych pomieszczeniach, a mordercą może być tylko jeden z mieszkańców. Wniosła wiele nowych rozwiązań do tradycyjnej sztuki pisania kryminałów. Niektóre z jej powieści mają zaskakujące i wcześniej niespotykane w kryminałach rozwiązania, np. Zabójstwo Rogera Ackroyda czy Morderstwo w Orient Expressie. Jej sztuka Pułapka na myszy, wystawiona po raz pierwszy w 1952 roku w Londynie, osiągnęła liczbę ponad dwudziestu tysięcy przedstawień.
Wiele z jej powieści i opowiadań zostało zekranizowanych, niektóre wielokrotnie (Morderstwo w Orient Expressie, Śmierć na Nilu czy 4.50 z Paddington). Na podstawie dzieł autorki powstały także seriale telewizyjne i słuchowiska radiowe.
Wszystkie utwory objęte były w 1951 roku w Polsce zapisem cenzury, podlegając natychmiastowemu wycofaniu z bibliotek.

## Życiorys

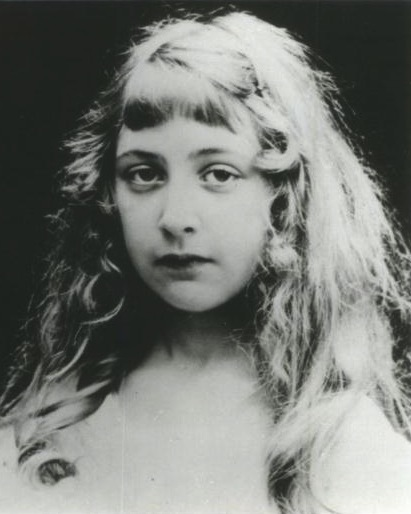
Christie w okresie dzieciństwa

Urodziła się 15 września 1890 w nadmorskim Torquay w południowo-zachodniej Anglii w hrabstwie Devon, gdzie mieściła się Ashfield, posiadłość jej matki. Była trzecim dzieckiem Clary i Fryderyka Millerów, miała siostrę Margaret i brata Louisa. Decyzją matki uczyła się w domu. W 1901 zmarł jej ojciec.
12 października 1912 podczas balu w rodzinnym Torquay poznała starszego od siebie o rok pułkownika Archibalda Christie. W wigilię 1914 wzięła z nim ślub. Mieli córkę, Rosalind Hicks (ur. 5 sierpnia 1919, zm. 28 października 2004). Podczas I wojny światowej pracowała jako pielęgniarka w szpitalu, asystentka w aptece oraz jako technik farmaceutyczny, dzięki czemu poznała właściwości trucizn, co wykorzystywała później w swoich powieściach.
W 1926 zmarła jej matka, brat uzależnił się od narkotyków, wydawcy nie spodobała się powieść Zabójstwo Rogera Ackroyda, a jej mąż zakochał się w innej kobiecie (Nancy Neele) i zażądał rozwodu. W grudniu 1926 zaginęła na 11 dni, co wywołało poruszenie w prasie (m.in. „The New York Times”, „Daily Herald”). Przebywała wówczas w Hydropathic Hotel w uzdrowiskowym Harrogate w Yorkshire, gdzie zameldowała się jako Teresa Neele. W tym czasie popadła w amnezję. W 1928 rozwiodła się z mężem. Wskutek problemów w życiu osobistym skupiła się na pisaniu kolejnych książek i podróżowaniu po świecie.
W 1930 wyszła za młodszego od niej o 13 lat archeologa Maxa Mallowana, którego poznała podczas jednego z wyjazdów w rejon Zatoki Perskiej. Wyjeżdżała z nim na wykopaliska na Bliskim Wschodzie, który później stał się tłem kilku jej powieści (m.in. Śmierć na Nilu i Morderstwo w Mezopotamii). Akcja innych dzieł autorki rozgrywa się w Torquay, miejscu jej narodzin.
W 1971 otrzymała Order Imperium Brytyjskiego.

### Klub Detektywów
W 1930 przyłączyła się do Klubu Detektywów zrzeszającego autorów powieści kryminalnych, do którego z twórców angielskich należeli także m.in.: Dorothy L. Sayers i G.K. Chesterton. W 1931 wspólnie z innymi członkami stowarzyszenia napisała powieść The Floating Admiral. Pisarka na krótko została usunięta z klubu, ponieważ sprzeciwiła się zasadom sformułowanym przez członka klubu – Ronalda Knoksa. Jedną z owych zasad była reguła „ratio”, wykluczająca ingerencję sił nadprzyrodzonych w akcję powieściową. Niedozwolone było również utożsamianie mordercy z detektywem lub narratorem.
W 1958 pisarka Dorothy L. Sayers złożyła dymisję, a Christie przejęła jej obowiązki prezesa Klubu Detektywów.

## Publikacje

### Główni bohaterowie: Herkules Poirot i panna Marple
Agatha Christie stworzyła słynne postaci literackie dwojga detektywów: Belga Herkulesa Poirota oraz starszej pani, detektywki amatorki, panny Marple. Będąc jeszcze u szczytu kariery, Christie napisała dwie powieści z tymi bohaterami – z zastrzeżeniem, że mają się ukazać dopiero po jej śmierci. Miały to być ostatnie zagadki do rozwiązania dla Poirota i Marple. W ostatniej sprawie kryminalnej rozwiązywanej przez belgijskiego detektywa zostaje on uśmiercony, bo – jak wyjaśniła w swym pamiętniku autorka – zawsze uważała go za nieznośnego. Natomiast panna Marple (której cechy wzorowane były na babce twórczyni) po rozwiązaniu tajemnicy Uśpionego morderstwa spokojnie powraca do swojej wioski.
Wypowiedzi Herculesa Poirot zebrane zostały w książce Małe szare komórki. Poirot w cytatach.
Dla obojga głównych bohaterów powieści Agaty Christie opracowane zostały biografie: 
- Anne Hart, Herkules Poirot. Życie i czasy. Biografia według Agathy Christie, Warszawa: Prószyński i S-ka, 1998, ISBN 83-7180-250-1, OCLC 751019524. Brak numerów stron w książce
- Anne Hart, Panna Jane Marple. Życie i czasy. Biografia według Agathy Christie, Warszawa: Prószyński i S-ka, 1999, ISBN 83-7180-569-1, OCLC 222675322. Brak numerów stron w książce

Spadkobiercy pisarki postanowili kontynuować cykl z Herkulesem Poirot. Na autorkę wybrana została Sophie Hannah. W Polsce ukazały się:
- Sophie Hannah, Inicjały zbrodni, Kraków: Wydawnictwo Literackie, 2014, ISBN 978-83-08-05391-1, OCLC 892599034. Brak numerów stron w książce
- Sophie Hannah, Zamknięta trumna, Poznań: Wydawnictwo Dolnośląskie, 2016, ISBN 978-83-271-5550-4, OCLC 968485321. Brak numerów stron w książce
- Sophie Hannah, Zagadka trzech czwartych, Poznań: Wydawnictwo Dolnośląskie, 2018, ISBN 978-83-271-5875-8, OCLC 1088971489. Brak numerów stron w książce
- Sophie Hannah, Morderstwa w Kingfisher Hill, Wrocław: Wydawnictwo Dolnośląskie, 2020, ISBN 978-83-271-6031-7, OCLC 1199650888. Brak numerów stron w książce

### Powieści kryminalne
| Rok wydania | Tytuł                                                                  | Tytuł oryginalny                                                               | Postać                                             | Uwagi                                                                     |
| ----------- | ---------------------------------------------------------------------- | ------------------------------------------------------------------------------ | -------------------------------------------------- | ------------------------------------------------------------------------- |
| 1920        | Tajemnicza historia w Styles                                           | The Mysterious Affair at Styles                                                | Herkules Poirot                                    | pierwsza książka detektywistyczna Agathy Christie                         |
| 1922        | Tajemniczy przeciwnik                                                  | The Secret Adversary                                                           | Tommy i Tuppence                                   |                                                                           |
| 1923        | Morderstwo na polu golfowym                                            | The Murder on the Links                                                        | Herkules Poirot                                    |                                                                           |
| 1924        | Mężczyzna w brązowym garniturze                                        | The Man in the Brown Suit lub Mystery of the Mill House                        | Anna Beddingfeld pułkownik Race                    |                                                                           |
| 1925        | Tajemnica rezydencji Chimneys                                          | The Secret of Chimneys                                                         | Anthony Cade inspektor Battle                      | pierwsza powieść z miejscem akcji w Chimneys                              |
| 1926        | Zabójstwo Rogera Ackroyda                                              | The Murder of Roger Ackroyd                                                    | Herkules Poirot                                    |                                                                           |
| 1927        | Wielka czwórka                                                         | The Big Four                                                                   | Herkules Poirot                                    |                                                                           |
| 1928        | Zagadka Błękitnego Ekspresu (Expressu) / Tajemnica Błękitnego Expressu | The Mystery of the Blue Train                                                  | Herkules Poirot                                    |                                                                           |
| 1929        | Tajemnica Siedmiu Zegarów                                              | The Seven Dials Mystery                                                        | Lady Eileen Brent (Bundle) nadinspektor Battle     | druga powieść z miejscem akcji w Chimneys                                 |
| 1930        | Morderstwo na plebanii                                                 | The Murder at the Vicarage                                                     | panna Marple                                       | pierwsza zagadka panny Jane Marple                                        |
| 1931        | Tajemnica Sittaford / Tajemnica wirującego stolika                     | The Sittaford Mystery lub The Murder at Hazelmoor                              | Emilia Trefusis inspektor Narracott                |                                                                           |
| 1932        | Samotny Dom                                                            | Peril at End House                                                             | Herkules Poirot                                    |                                                                           |
| 1933        | Śmierć lorda Edgware’a                                                 | Lord Edgware dies lub Thirteen At Dinner                                       | Herkules Poirot                                    |                                                                           |
| 1934        | Morderstwo w Orient Expressie                                          | Murder on the Orient Express lub The Murder on the Calais Coach                | Herkules Poirot                                    |                                                                           |
| 1934        | Tragedia w trzech aktach                                               | Three Act Tragedy                                                              | Herkules Poirot                                    |                                                                           |
| 1935        | Śmierć w chmurach                                                      | Death in the Clouds lub Death in the Air                                       | Herkules Poirot                                    |                                                                           |
| 1935        | Dlaczego nie Evans?                                                    | Why didn't they ask Evans lub The Boomerang Clue                               | Bobby Jones i Frankie Derwent                      |                                                                           |
| 1936        | A.B.C.                                                                 | The ABC Murders                                                                | Herkules Poirot                                    |                                                                           |
| 1936        | Morderstwo w Mezopotamii                                               | Murder in Mesopotamia                                                          | Herkules Poirot                                    |                                                                           |
| 1936        | Karty na stół                                                          | Cards on the Table                                                             | Herkules Poirot nadinspektor Battle pułkownik Race |                                                                           |
| 1937        | Śmierć na Nilu                                                         | Death on the Nile                                                              | Herkules Poirot pułkownik Race                     |                                                                           |
| 1937        | Niemy świadek                                                          | Dumb Witness lub Poirot Loses a Client                                         | Herkules Poirot                                    |                                                                           |
| 1938        | Rendez-vous ze śmiercią                                                | Appointment with Death                                                         | Herkules Poirot                                    |                                                                           |
| 1939        | I nie było już nikogo / Dziesięciu Murzynków                           | Ten Little Niggers znana też jako And Then There Were None, Ten Little Indians |                                                    | na prośbę wnuka autorki tytuł zmieniony na Dziesięciu małych żołnierzyków |
| 1939        | Morderstwo to nic trudnego                                             | Murder is Easy lub Easy to Kill                                                | Luke Fitzwilliam nadinspektor Battle               |                                                                           |
| 1939        | Boże Narodzenie Herkulesa Poirot lub Morderstwo w Boże Narodzenie      | Hercule Poirot's Christmas lub A Holiday for Murder                            | Herkules Poirot                                    |                                                                           |
| 1940        | Zerwane zaręczyny                                                      | Sad Cypress                                                                    | Herkules Poirot                                    |                                                                           |
| 1941        | Zło czai się wszędzie / Zło, które żyje pod słońcem                    | Evil under the Sun                                                             | Herkules Poirot                                    |                                                                           |
| 1941        | N czy M?                                                               | N or M                                                                         | Tommy i Tuppence                                   |                                                                           |
| 1941        | Pierwsze, drugie… zapnij mi obuwie                                     | One, Two, Buckle my Shoe                                                       | Herkules Poirot                                    |                                                                           |
| 1942        | Noc w bibliotece                                                       | The Body in the Library                                                        | panna Marple                                       |                                                                           |
| 1942        | Pięć małych świnek                                                     | Five little pigs lub Murder in Retrospect                                      | Herkules Poirot                                    |                                                                           |
| 1942        | Zatrute pióro                                                          | The Moving Finger                                                              | panna Marple                                       |                                                                           |
| 1944        | Godzina zero                                                           | Towards Zero                                                                   | nadinspektor Battle                                |                                                                           |
| 1944 (1945) | Rosemary znaczy pamięć                                                 | Sparkling Cyanide lub Remembered Death                                         | pułkownik Race                                     |                                                                           |
| 1945        | Zakończeniem jest śmierć                                               | Death comes as the End                                                         |                                                    | powieść z miejscem akcji w starożytnym Egipcie                            |
| 1946        | Niedziela na wsi                                                       | The Hollow                                                                     | Herkules Poirot                                    |                                                                           |
| 1948        | Pora przypływu                                                         | There is a Tide (znana też jako Taken at the Flood)                            | Herkules Poirot                                    |                                                                           |
| 1949        | Dom zbrodni / Dom przestępców                                          | Crooked House                                                                  |                                                    |                                                                           |
| 1950        | Morderstwo odbędzie się…                                               | A Murder is Announced                                                          | panna Marple                                       |                                                                           |
| 1951        | Spotkanie w Bagdadzie                                                  | They came to Baghdad                                                           | Victoria Jones                                     |                                                                           |
| 1952        | Pani McGinty nie żyje                                                  | Mrs McGinty's dead                                                             | Herkules Poirot                                    |                                                                           |
| 1952        | Strzały w Stonygates                                                   | They Do It With Mirrors lub Murder with Mirrors                                | panna Marple                                       |                                                                           |
| 1953        | Kieszeń pełna żyta                                                     | A Pocketful of Rye                                                             | panna Marple                                       |                                                                           |
| 1953        | Po pogrzebie                                                           | After the Funeral lub Funerals Are Fatal                                       | Herkules Poirot                                    |                                                                           |
| 1955        | Entliczek pentliczek                                                   | Hickory Dickory Dock                                                           | Herkules Poirot                                    |                                                                           |
| 1955        | Podróż w nieznane                                                      | Destination Unknown lub So Many Steps to Death                                 |                                                    |                                                                           |
| 1956        | Zbrodnia na festynie                                                   | Dead Man’s Folly                                                               | Herkules Poirot                                    |                                                                           |
| 1957        | 4.50 z Paddington                                                      | 4.50 from Paddington lub What Mrs. McGillicuty Saw                             | panna Marple                                       |                                                                           |
| 1957        | Próba niewinności                                                      | Ordeal by Innocence                                                            |                                                    |                                                                           |
| 1959        | Kot wśród gołębi                                                       | Cat Among the Pigeons                                                          | Herkules Poirot                                    |                                                                           |
| 1961        | Tajemnica Bladego Konia                                                | The Pale Horse                                                                 | Mark Easterbrook inspektor Lejeune                 |                                                                           |
| 1962        | Zwierciadło pęka w odłamków stos                                       | The Mirror Crack'd from Side to Side                                           | panna Marple                                       |                                                                           |
| 1963        | Przyjdź i zgiń                                                         | The Clocks                                                                     | Herkules Poirot                                    |                                                                           |
| 1964        | Karaibska tajemnica                                                    | A Caribbean Mystery                                                            | panna Marple                                       |                                                                           |
| 1965        | Hotel Bertram                                                          | At Bertram's Hotel                                                             | panna Marple                                       |                                                                           |
| 1966        | Trzecia lokatorka                                                      | Third Girl                                                                     | Herkules Poirot                                    |                                                                           |
| 1967        | Noc i ciemność                                                         | Endless Night                                                                  |                                                    |                                                                           |
| 1968        | Dom nad kanałem                                                        | By the Pricking of my Thumbs                                                   | Tommy i Tuppence                                   |                                                                           |
| 1969        | Wigilia Wszystkich Świętych                                            | Hallowe'en Party                                                               | Herkules Poirot                                    |                                                                           |
| 1970        | Pasażer do Frankfurtu                                                  | Passenger to Frankfurt                                                         | sir Stafford Nye                                   |                                                                           |
| 1971        | Nemezis / Przeznaczenie                                                | Nemesis                                                                        | panna Marple                                       |                                                                           |
| 1972        | Słonie mają dobrą pamięć                                               | Elephants can remember                                                         | Herkules Poirot                                    |                                                                           |
| 1973        | Tajemnica Wawrzynów                                                    | Postern of Fate                                                                | Tommy i Tuppence                                   |                                                                           |
| 1975        | Kurtyna                                                                | Curtain                                                                        | Herkules Poirot                                    |                                                                           |
| 1976        | Uśpione morderstwo                                                     | Sleeping Murder                                                                | panna Marple                                       |                                                                           |

### Zbiory opowiadań
Zbiory opowiadań kryminalnych autorki dzieli się powszechnie na dwie główne grupy: wydane w Wielkiej Brytanii (łącznie 14) oraz Stanach Zjednoczonych (15). Spośród 21 najpopularniejszych tytułów tylko 7 (biorąc pod uwagę dobór i liczbę utworów) ukazało się w obu krajach w niezmienionej formie.

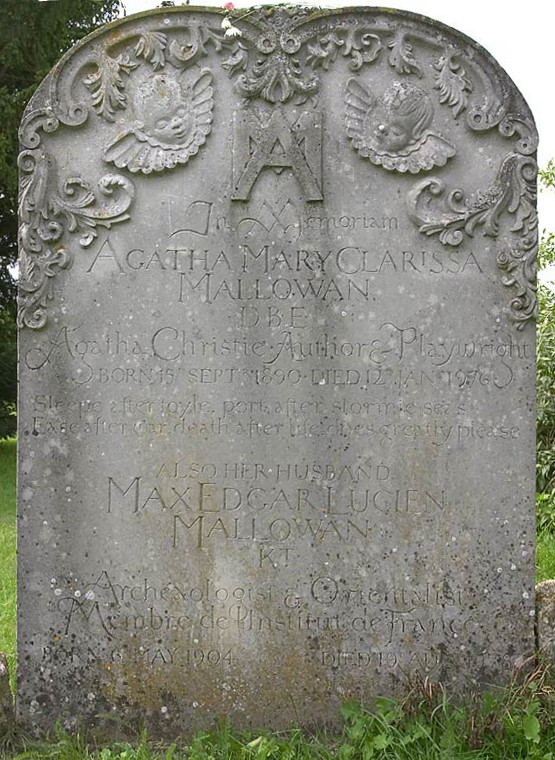
Wspólny nagrobek Agathy Christie i jej męża Maxa Mallowana przy kościele Marii Panny w Cholsey (Oxfordshire)

Polskie wydania książek Agathy Christie zasadniczo oparte są na wydaniach brytyjskich. Wyjątek stanowi amerykański zbiór Trzy ślepe myszki, który zawiera niewydane dotąd w Wielkiej Brytanii w formie książkowej opowiadanie o tym samym tytule. Z kolei Bożonarodzeniowa przygoda (pierwotna, krótsza wersja Tajemnicy gwiazdkowego puddingu) znajdująca się zbiorze Dopóki starczy światła jest jedynym, które nigdy nie znalazło się w zbiorze amerykańskim.

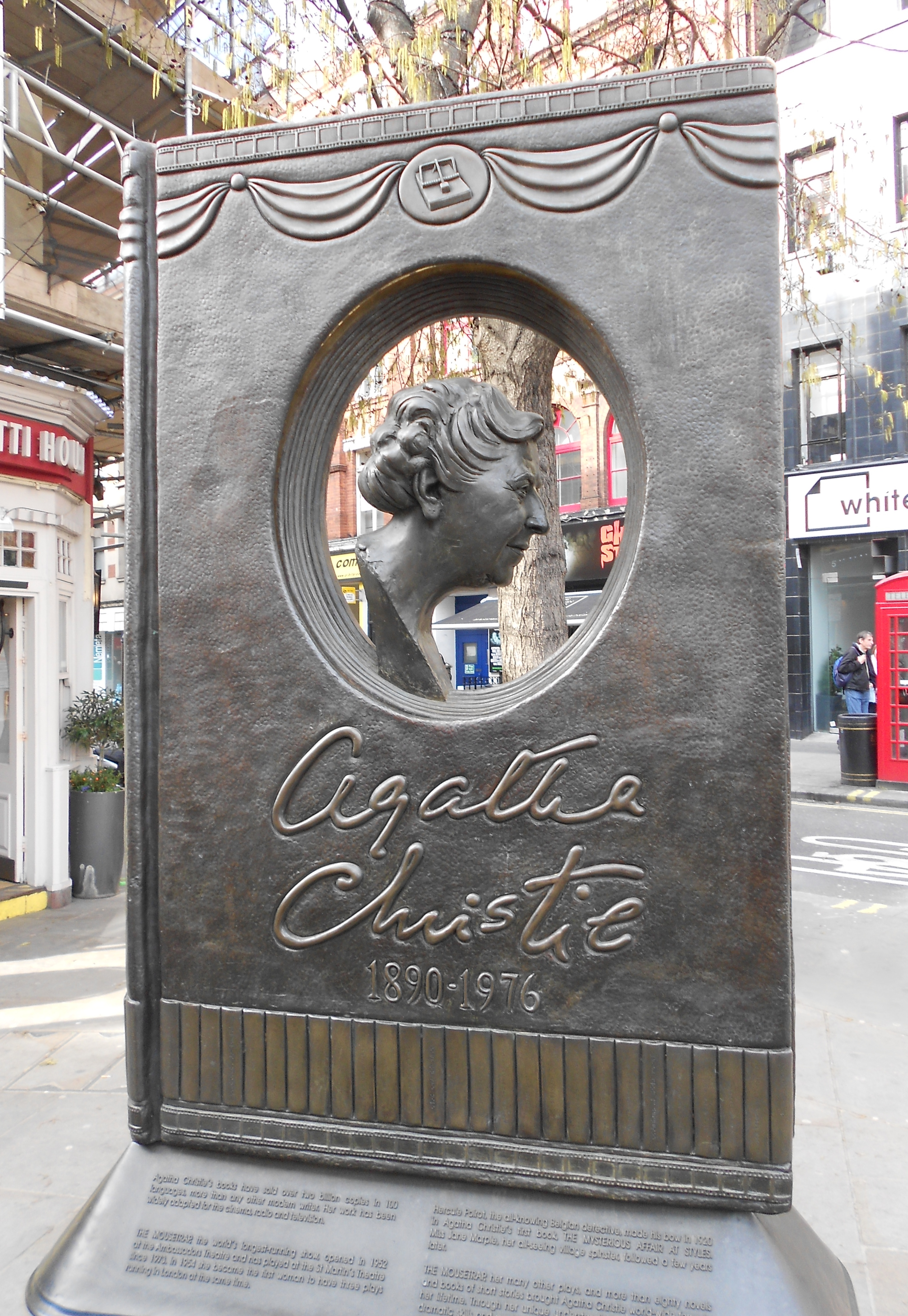
Upamiętniający pisarkę pomnik nieopodal londyńskiego Leicester Square

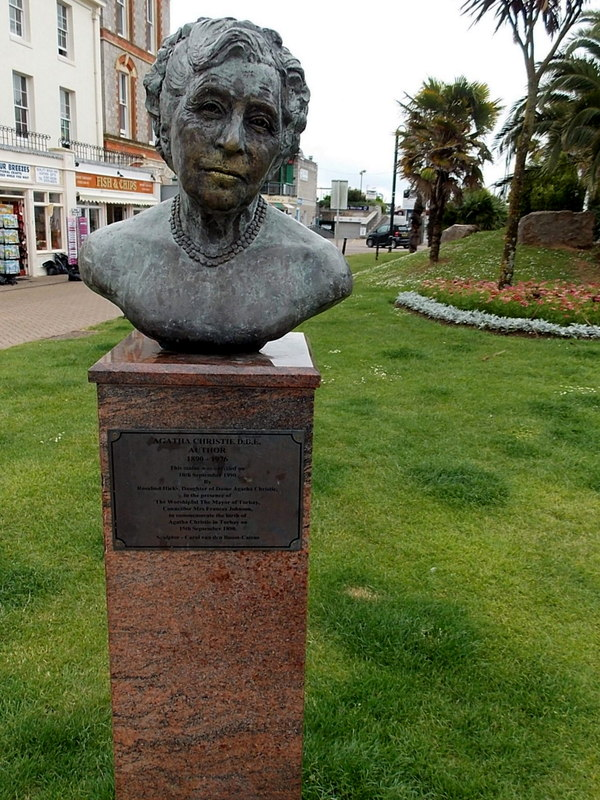
Popiersie Agathy Christie w jej rodzinnym Torquay

| Rok wydania | Tytuł                                  | Tytuł oryginalny                                                       | Postać                       | Uwagi |
| ----------- | -------------------------------------- | ---------------------------------------------------------------------- | ---------------------------- | --- |
| 1924        | Poirot prowadzi śledztwo               | Poirot Investigates                                                    | Herkules Poirot              | wydanie polskie, podobnie jak brytyjskie, zawiera 11 opowiadań (amerykańskie – 14)                                                   |
| 1929        | Śledztwo na cztery ręce                | Partners in Crime                                                      | Tommy i Tuppence             | |
| 1930        | Tajemniczy pan Quin                    | The Mysterious Mr Quin                                                 | Harley Quin                  | |
| 1932        | Trzynaście zagadek                     | The Thirteen Problems lub The Tuesday Club Murders                     | panna Marple                 | |
| 1933        | Świadek oskarżenia                     | The Hound of Death                                                     |                              | niewydana w USA |
| 1934        | Parker Pyne na tropie                  | Parker Pyne investigates lub Mr. Parker Pyne, Detective                | Parker Pyne                  | |
| 1934        | Tajemnica lorda Listerdale’a           | The Listerdale Mystery                                                 |                              | niewydana w USA |
| 1937        | Morderstwo w zaułku                    | Murder in the Mews lub Dead Man’s Mirror                               | Herkules Poirot              | |
| 1939        |                                        | Regatta Mystery and Other Stories                                      |                              | niewydana w Wielkiej Brytanii |
| 1947        | Dwanaście prac Herkulesa               | The Labours of Hercules                                                | Herkules Poirot              | |
| 1948        |                                        | Witness for the Prosecution and Other Stories                          |                              | niewydana w Wielkiej Brytanii |
| 1950        | Pułapka na myszy lub Trzy ślepe myszki | Three Blind Mice and Other Stories lub The Mousetrap and Other Stories |                              | na prośbę autorki wydana w Wielkiej Brytanii dopiero po wystawianiu sztuki teatralnej The Mousetrap na podstawie zawartych opowiadań |
| 1951        |                                        | The Under Dog and Other Stories                                        |                              | niewydana w Wielkiej Brytanii |
| 1960        | Tajemnica gwiazdkowego puddingu        | The Adventure of the Christmas Pudding                                 | Herkules Poirot panna Marple | niewydana w USA |
| 1961        |                                        | Double Sin and Other Stories                                           |                              | niewydana w Wielkiej Brytanii |
| 1971        |                                        | The Golden Ball and Other Stories                                      |                              | niewydana w Wielkiej Brytanii |
| 1974        | Wczesne sprawy Poirota                 | Poirot's Early Cases                                                   | Herkules Poirot              | |

Pośmiertnie:
| Rok wydania | Tytuł                       | Tytuł oryginalny                                | Postać                                  | Uwagi                                                                  |
| ----------- | --------------------------- | ----------------------------------------------- | --------------------------------------- | ---------------------------------------------------------------------- |
| 1979        | Śmiertelna klątwa           | Miss Marple's Final Cases and Two Other Stories | panna Marple                            | niewydana w USA                                                        |
| 1991        | Detektywi w służbie miłości | Problem at Pollensa Bay and Other Stories       | Herkules Poirot Parker Pyne Harley Quin | niewydana w USA                                                        |
| 1997        |                             | The Harlequin Tea Set and Other Stories         |                                         | niewydana w Wielkiej Brytanii                                          |
| 1997        | Dopóki starczy światła      | While the Light Lasts and Other Stories         | Herkules Poirot i inne                  | niewydana w USA                                                        |
| 2016        |                             | The Big Four                                    | Herkules Poirot                         | 12 opowiadań z 1924 roku stanowiących podstawę powieści Wielka Czwórka |

Inne kompilacje opowiadań:
| Rok wydania | Tytuł                     | Tytuł oryginalny                                                   | Postać                                                   | Uwagi |
| ----------- | ------------------------- | ------------------------------------------------------------------ | -------------------------------------------------------- | --- |
| 1999        |                           | Hercule Poirot: The Complete Short Stories                         | Herkules Poirot                                          | 52 opowiadania, w tym Poirot and the Regatta Mystery, niewydane wcześniej w formie książkowej                                                                |
| 2008        |                           | Miss Marple and Mystery: The Complete Short Stories                | panna Marple                                             | 20 opowiadań |
| 2008        |                           | Detectives and Young Adventurers: The Complete Short Stories       | Tommy i Tuppence Harley Quin Parker Pyne Herkules Poirot | 55 opowiadań, w tym 6 z niekryminalnego zbioru Gwiazda nad Betlejem (Star Over Bethlehem and other stories) wydanego pod nazwiskiem Agatha Christie Mallowan |
| 2019        | Śmierć nadchodzi jesienią | The Last Séance: Tales of the Supernatural                         |                                                          | 18 opowiadań (20 w wydaniu brytyjskim), których wspólnym motywem są zjawiska nadprzyrodzone                                                                  |
| 2020        | Zbrodnie zimową porą      | Midwinter Murder: Fireside Tales from the Queen of Mystery         |                                                          | 12 wcześniej wydanych opowiadań, których wspólnym motywem jest zima                                                                                          |
| 2021        | Mord nocy letniej         | Midsummer Mysteries: Secrets and Suspense from the Queen of Crime  |                                                          | 11 wcześniej wydanych opowiadań (12 w wersji brytyjskiej), których wspólnym motywem jest lato                                                                |
| 2022        |                           | A Deadly Affair: Unexpected Love Stories from the Queen of Mystery |                                                          | 13 wcześniej wydanych opowiadań |
| 2023        | Zło rozkwita wiosną       | Sinister Spring                                                    |                                                          | 12 wcześniej wydanych opowiadań, których wspólnym motywem jest wiosna                                                                                        |
| 2023        |                           | Autumn Chills                                                      |                                                          | 12 wcześniej wydanych opowiadań, których wspólnym motywem jest jesień                                                                                        |

### Pojedyncze opowiadania
- 1922 Żona Kenity (The Wife of the Kenite) – opublikowane w czasopiśmie „The Home: An Australian Quarterly”.
- 1936 Poirot and the Regatta Mystery (opublikowane w „Chicago Tribune”).
- 2009 Pojmanie Cerbera (The Capture of Cerberus, wydane w Agatha Christie's Secret Notebooks: Fifty Years of Mysteries in the Making autorstwa Johna Currana); wyszło po polsku w: Sekretne zapiski Agaty Christie i Dwanaście prac Herkulesa.
- 2009 The Incident of the Dog's Ball (Agatha Christie's Secret Notebooks: Fifty Years of Mysteries in the Making) – napisane w 1933, adaptowane później jako powieść Niemy świadek; wyszło po polsku w: Sekretne zapiski Agaty Christie.
- 2014 Hercule Poirot and the Greenshore Folly – napisane w 1954, adaptowane jako powieść Zbrodnia na festynie.

### Sztuki teatralne zaadaptowane na powieści przez Charlesa Osborne’a
| Rok wydania | Tytuł               | Tytuł oryginalny     | Postać          |
| ----------- | ------------------- | -------------------- | --------------- |
| 1923        | Niespodziewany gość | The Unexpected Guest |                 |
| 1934        | Czarna kawa         | Black Coffee         | Herkules Poirot |
| 1954        | Pajęczyna           | Spider’s Web         |                 |

Jako współautorka:
- 1931 The Floating Admiral razem z G.K. Chestertonem, Dorothy L. Sayers i innymi członkami Detection Club.

### Romanse napisane pod pseudonimem Mary Westmacott
| Rok wydania | Tytuł                          | Tytuł oryginalny          | Uwagi                               |
| ----------- | ------------------------------ | ------------------------- | ----------------------------------- |
| 1930        | Cena geniuszu / Chleb olbrzyma | Giant's Bread             | znana także pod nazwą Cena Geniuszu |
| 1934        | Niedokończony portret          | Unfinished Portrait       |                                     |
| 1944        | W samotności / Samotna wiosna  | Absent in the Spring      | znana także pod nazwą W samotności  |
| 1947        | Róża i cis                     | The Rose and the Yew Tree |                                     |
| 1952        | Córeczka / Córka jest córką    | A Daughter's a Daughter   |                                     |
| 1956        | Brzemię                        | The Burden                |                                     |

### Książki autobiograficzne
- 1946 Opowiedz, jak tam żyjecie (Come, Tell Me How You Live) jako Agatha Christie Mallowan.
- 1977 Autobiografia (An Autobiography).
- 2012 Moja podróż po imperium (The Grand Tour: Around the World with the Queen of Mystery).

## Bohaterowie powieści Agathy Christie
- Herkules Poirot – belgijski detektyw
- Jane Marple – staruszka, detektyw-amator
- Kapitan Arthur Hastings – przyjaciel Poirota
- Inspektor Japp – policjant, znajomy Poirota
- Ariadna Oliver – pisarka kryminałów, znajoma Poirota
- Panna Felicity Lemon – wierna sekretarka Herkulesa Poirota
- Tommy i Tuppence Beresford – para detektywów-amatorów
- Pułkownik Race – stary przyjaciel Poirota
- Nadinspektor Battle – policjant ze Scotland Yardu
- Dolly Bantry – przyjaciółka panny Marple
- Sir Henry Clithering – przyjaciel panny Marple, emerytowany komisarz policji
- Vera Rossakoff – rosyjska hrabina
- Pan Jason Rafiel – staruszek, przyjaciel panny Marple
- Harley Quin – detektyw „nie z tego świata”, patrz: Tajemniczy pan Quin
- Inspektor Miller – antagonista Herkulesa Poirota
- Parker Pyne – ekscentryczny detektyw, patrz: Parker Pyne na tropie
- Luke Fitzwilliam – emerytowany policjant, patrz: Morderstwo to nic trudnego